# 양산 금조총 출토 유물 일괄
양산 금조총 출토 유물 일괄(梁山 金鳥塚 出土 遺物 一括)은 부산광역시 서구에 있는 경상남도 양산시에서 발전된 신라의 작품이다. 2016년 11월 16일 대한민국의 보물 제1921호로 지정되었다.

## 개요
양산의 금조총 출토 일괄유물은 경주에서 벗어난 양산 지역에서 발전된 신라의 고분 문화의 전파와 계보를 연구하는 데 있어 매우 중요한 작품이다. 제작 시기는 경주에서 발견된 귀걸이와 금제 팔찌 등과의 양식적 비교를 통해 삼국시대 6세기경의 작품으로 추정된다. 이곳에서 발견된 태환식 귀걸이 가운데 누금세공으로 아로새겨진 귀갑문 귀걸이는 경주 보문동 부부총 귀걸이와 함께 신라 귀걸이 가운데 가장 정교한 작품으로 평가된다. 이와 함께 발견된 금제 조족(鳥足)은 비록 소품이지만, 다른 곳에서 볼 수 없는 독특한 공예품이라는 점에서 이 고분의 가치와 의미를 잘 드러내 준다. 이 밖에도 거치형(鋸齒形)으로 외형을 장식한 금제 팔찌. 은제 투조 과대도 경주지역 이외 지역에서 발견된 사례로 중요한 의미를 지니며, 삼족 없이 새의 뉴가 장식된 독특한 기형의 청동 초두(鐎斗)도 삼국시대 초두 연구에 획기적인 자료로 평가된다.

## 같이 보기
- 양산 북정리 고분군 (사적 제93호)

## 참고 자료
- 양산 금조총 출토 유물 일괄 - 국가유산청 국가유산포털